# Salvador do Sul
Salvador do Sul egy község (município) Brazília Rio Grande do Sul államában, a Gaúcho-hegység területén és a Caí folyó völgyében. Népességét 2021-ben 7975 főre becsülték.

## Története
A települést 1840-ben alapították, és a São Salvador nevet vette fel a térség egyik első lakója, Salvador Alves da Rocha csónakkészítő tiszteletére. Nevezték Nova Salvadornak is (Új Salvador), hogy megkülönböztessék Velha Salvadortól (Régi Salvador; ma Tupandi község). 1856-tól katolikus német bevándorlók telepedtek le José Inácio Teixeira Filho birtokán; ők Kappesbergnek nevezték a helyet a Kappes-család után, akik 1859 körül érkeztek. 1860-ban iskolát alapítottak. A gyarmatosítók nehézségekbe ütköztek a terület benépesítésében a sűrű erdők, vadállatok, és ellenséges indiánok miatt.
1881-ben elkészült a Buarque de Macedo út, amely São Salvador érintésével összekötötte Colônia Dona Isabelt és São João de Montenegrot, 1900–1910 között pedig kiépült a vasúthálózat, így a település bekapcsolódott a nagyvárosok közötti kereskedelembe és nagy léptekkel fejlődött. 1900-ban São João de Montenegro kerülete lett Estação São Salvador néven. 1963-ban függetlenedett Salvador do Sul néven, és 1964-ben önálló községgé alakult.

## Leírása
Székhelye Salvador do Sul, további kerületei Campestre Baixo, Linha Comprida, Linha São João. A község a Gaúcho-hegységben található, átlagos magassága 486 méter, legmagasabb pontja 630 méter. Éghajlata mérsékelt, télen fagy és havazás is előfordulhat. Lakosainak nagy része német leszármazott.
Kiváltságos helyen fekszik, 95 kilométerre Porto Alegretől, 65 km-re Caxias do Sultól (kohászati, könnyűipari pólus), 70 km-re Novo Hamburgotól (bőripari pólus), 60 km-re Triunfotól (petrolkémiai pólus), és 33 km-re Montenegrotól. Agrárközség, az elsődleges szektor a jövedelem 65%-át biztosítja, az állam egyik legnagyobb baromfi- és tojástermelője. Jelen van az ipar (cipő, bútor, műanyag, csomagolóanyagok előállítása) és a kereskedelem is.